# Victoria Carl
Victoria Carl (31 luglio 1995) è una fondista tedesca, campionessa olimpica nella sprint a squadre a Pechino 2022.

## Biografia
Originaria di Zella-Mehlis e attiva in gare FIS dal dicembre del 2011, la Carl ha esordito in Coppa del Mondo il 29 dicembre 2012 a Oberhof (69ª) e ai Campionati mondiali a Falun 2015, dove si è classificata 29ª nella 30 km, 38ª nella sprint, 28ª nello skiathlon e 6ª nella staffetta. Ha ottenuto il primo podio in Coppa del Mondo il 22 gennaio 2017 a Ulricehamn (2ª); ai Mondiali di Lahti 2017 si è classificata 21ª nella 10 km, 37ª nella 30 km, 26ª nella sprint e 14ª nello skiathlon. Ai XXIII Giochi olimpici invernali di Pyeongchang 2018, suo esordio olimpico, si è classificata 19ª nella 10 km, 25ª nella 30 km, 20ª nello skiathlon e 6ª nella staffetta; nella stagione successiva ai Mondiali di Seefeld in Tirol è stata 9ª nella 30 km, 5ª nella sprint, 6ª nella sprint a squadre e 4ª nella staffetta, mentre a quelli di Oberstdorf 2021 si è classificata 14ª nella 10 km, 9ª nella sprint a squadre e 5ª nella staffetta. Ai XXIV Giochi olimpici invernali di Pechino 2022 ha vinto la medaglia d'oro nella sprint a squadre, quella d'argento nella staffetta e si è piazzata 12ª nella 30 km e 10ª nella sprint; ai Mondiali di Planica 2023 ha vinto la medaglia d'argento nella staffetta ed è stata 14ª nella 10 km, 23ª nella sprint e 4ª nella sprint a squadre e il 17 dicembre dello stesso anno ha conquistato a Trondheim la prima vittoria in Coppa del Mondo. Ai Mondiali di Trondheim 2025 ha vinto la medaglia di bronzo nella staffetta e si è classificata 14ª nella 10 km, 15ª nella sprint e 9ª nello skiathlon.

## Palmarès

### Olimpiadi
- 2 medaglie:
  - 1 oro (sprint a squadre a Pechino 2022)
  - 1 argento (staffetta a Pechino 2022)

### Mondiali
- 2 medaglie:
  - 1 argento (staffetta a Planica 2023)
  - 1 bronzo (staffetta a Trondheim 2025)

### Mondiali juniores
- 7 medaglie:
  - 3 ori (5 km TL a Liberec 2013; 5 km TL, sprint TC ad Almaty 2015)
  - 2 argenti (sprint TC a Liberec 2013; inseguimento ad Almaty 2015)
  - 2 bronzi (staffetta a Liberec 2013; staffetta ad Almaty 2015)

### Coppa del Mondo
- Miglior piazzamento in classifica generale: 4ª nel 2024
- 11 podi (7 individuali, 4 a squadre):
  - 1 vittoria (individuale)
  - 5 secondi posti (2 individuali, 3 a squadre)
  - 5 terzi posti (4 individuali, 1 a squadre)

#### Coppa del Mondo - vittorie
| Data             | Località  | Nazione  | Specialità |
| ---------------- | --------- | -------- | ---------- |
| 17 dicembre 2023 | Trondheim | Norvegia | 10 km TC   |

Legenda:

TC = tecnica classica

#### Coppa del Mondo - competizioni intermedie
- 2 podi di tappa:
  - 2 secondi posti